# Тркање (насеље)
Тркање (мкд. Тркање) је насеље у Северној Македонији, у источном делу државе. Тркање је село у саставу општине Кочани.

## Географија
Тркање је смештено у источном делу Северне Македоније. Од најближег града, Кочана, насеље је удаљено 5 km западно.
Насеље Тркање се налази у историјској области Кочанско поље, у северном делу поља. Сеоски атар јер већим делом равничарски и добро обрађен. Северни део је у подгорини Осоговских планина. Јужно од насеља протиче река Брегалница. Надморска висина насеља је приближно 350 метара. 
Месна клима је континентална.

## Становништво
Тркање је према последњем попису из 2002. године имало 1.225 становника.
Претежно становништво у насељу су етнички Македонци (99%).
Већинска вероисповест месног становништва је православље.